# DDT (gruppo musicale)
I DDT (in russo ДДТ?) sono un gruppo rock russo, fondato dall'ormai unico membro originale, il cantante Jurij Ševčuk, a Ufa (nell'attuale Repubblica Federale Russa di Baschiria) nel 1980. Sono uno dei gruppi musicali più prolifici e celebri in Russia tra la fine del XX e l'inizio del XXI secolo.

## Storia

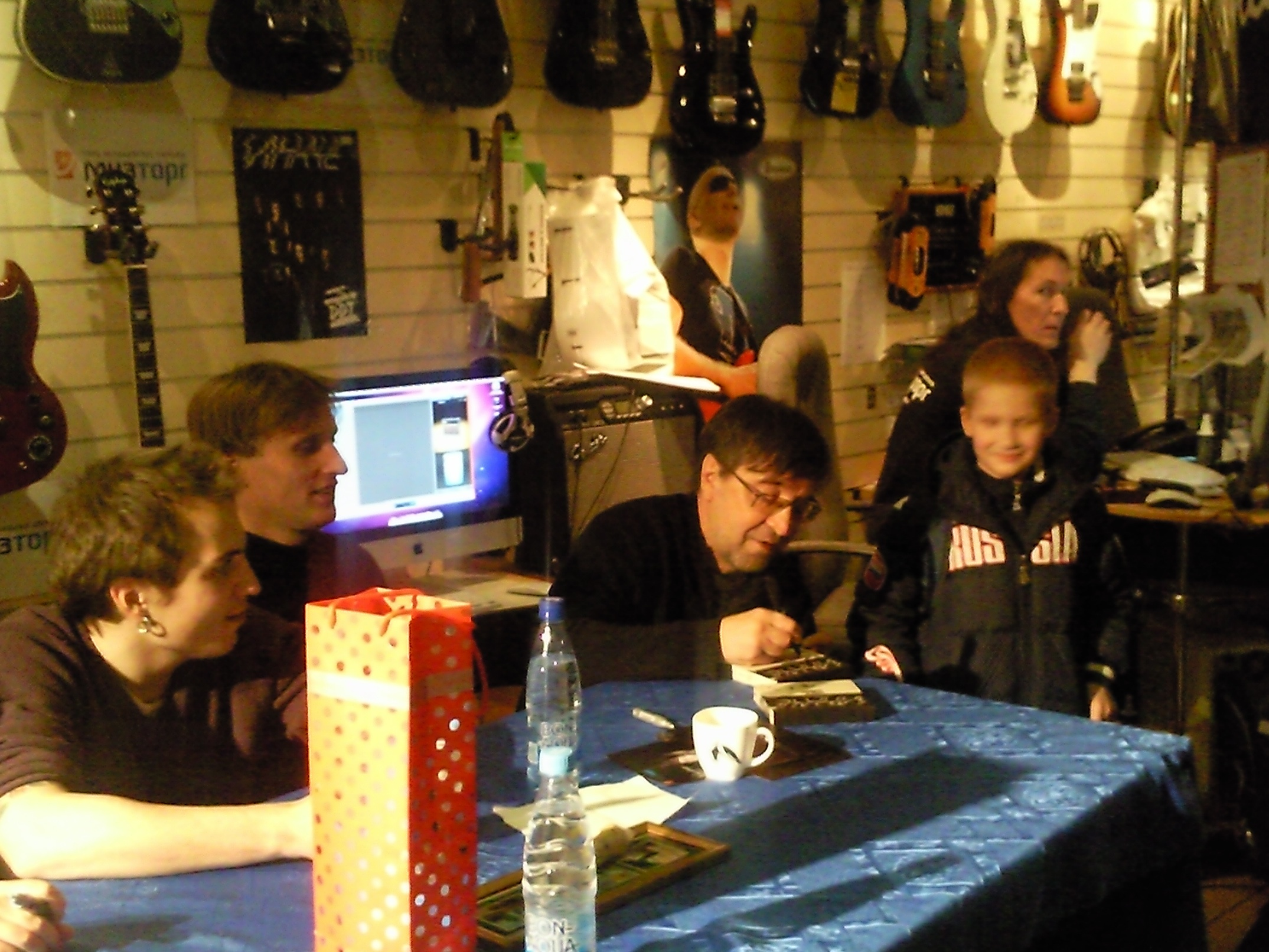
I DDT durante un firmacopie a Mosca nel 2011

Il gruppo si è formato nel 1980 prendendo il nome dall'insetticida DDT e in origine comprendeva cinque membri: Jurij Ševčuk (voce, chitarra), Vladimir Sigacëv (tastiera), Rustem Asanbaev (chitarra), Gennadij Rodin (basso) e Rustam Karimov (percussioni). Con questa formazione, che non cambio fino al 1985, la band pubblicò 4 album.
I DTT esordirono con la partecipazione al concorso Zolotoj kamerton ("Diapason d'oro") indetto dalla Komsomol'skaja Pravda, che prevedeva come premio in palio la registrazione del proprio album presso la casa discografica Melodija. Il gruppo inviò alla giuria una demo con tre canzoni contro la guerra, ossia Inoplanetjane, Černoe solnce e Ne streljaj!, e senza aspettare l'esito del concorso continuarono a registrare nella loro città natale. Il frutto di questo lavoro arrivò nel 1982 con la pubblicazione dell'album Svin'ja na raduge, un disco sperimentale che contiene rock and roll, blues, country e persino una ballata, il cui titolo è rivolto ai corrotti e agli arrivisti.
Qualificatosi alla finale del concorso Zolotoj kamerton, il gruppo partecipò al concerto finale a Mosca insieme ai Rok-Sentjabr' di Čerepovec. Con tre membri di questo gruppo, i DDT registrarono l'album Kompromiss (inizialmente pubblicato come Monolog v Sajgone) con il quale raggiunsero la ribalta nazionle.
Dopo la registrazione di questo disco Sigacëv abbandonò il gruppo e Ševčuk costituì una nuova formazione con il bassista Gennadij Rodin, il chitarrista Rustam Rizvnov e il batterista Vladislav Sinčillo. Insieme registrarono l'album Periferija, in cui l'attenzione sociale delle canzoni aumenta ancora di più. Questo album include ad esempio la canzone Ja polučil ėtu rol', che divenne uno dei simboli del movimento rock dei primi anni ottanta. A maggio del 1984 i DDT vennero dunque invitati a suonare a Mosca al festival Rok za mir ("Rock per la pace").
Dopo una breve interruzione delle attività dovuta alla persecuzione del gruppo da parte delle autorità sovietiche, i DDT pubblicarono nel 1985 l'album Vremja, registrato in soli tre giorni in uno studio di Mosca. A questo album lavorarono Sigacëv, che nel frattempo era rientrato nel gruppo, il bassista Nijaz Abdjušev, il violinista Sergej Ryženko e il sassofonista Sergej Letov. L'album conteneva brani di successo come Mal'čiki-mažory, Novostrojki e Poėt. A questo punto a Ševčuk venne imposto di firmare un documento in cui avrebbe dovuto dichiarare che non avrebbe più scritto canzoni: il cantautore rifiutò e riparò a San Pietroburgo, dove con il resto del gruppo debuttò al Festival del Leningradskij rok-klub. Nell'estate del 1987 venne registrato l'album Ottepel', pubblicato poi nel settembre del 1989. In quegli anni la band si tenne impegnata con numerose tournée, anche in Giappone e negli Stati Uniti. Ševčuk tra l'altro prese parte al film Duchov den'.
Nel 1992 arrivò uno degli album di punta dei DDT, Aktrisa Vesna, con canzoni audaci e dal respiro puramente russo, che sintetizzano le tradizioni della canzone popolare e l'intransigenza del rock. Alcuni successi ivi contenuti sono V poslednjuju osen', Rodina e Čto takoe osen', tutte hit che portarono alla band una popolarità molto vasta, come provato dal concertone sold-out a Mosca e dalla vittoria del premio nazionale Ovacija nel 1993. Tre anni dopo il gruppo prese parte a un tour in 30 città russe, poi in una zona rurale degli Stati Uniti registrò l'album Ljubov', che però non ottenne grande successo.
Nel 1998 i DDT pubblicarono Roždënnyj v SSSR, di cui sette canzoni furono registrate durante un concerto a Minsk e tre in studio, tra cui Mertvyj gorod. Roždestvo incentrata sulla guerra in Cecenia. L'album Mir nomer nol' avrebbe dovuto basarsi sulle canzoni dell'omonimo tour, ma per mancanza di fondi la casa discografica Teatr DDT non poté finanziare il progetto. Vennero quindi incluse solo alcune canzoni e pubblicate in edizione limitata per le stazioni radio e i giornalisti. Tuttavia, i pirati discografici riuscirono ad aggiungervi registrazioni dei concerti dei DDT (in particolare Rodina) e diffusero l'album sotto la forma di Mir nomer nol'. Il disco pirata venne venduto con successo nelle edicole per diversi mesi, finché Ševčuk non chiarì l'equivoco ai giornalisti e, durante una tournée in Ucraina all'inizio del 1999, promise di dedicarsi seriamente alla pubblicazione di un disco ufficiale. L'album originale Mir nomer nol' venne pubblicato a maggio del 1999 e venne registrato in studio: le 13 canzoni contenute in esso mostrano l'attenzione dei DDT per la musica strumentale complessa: se prima la musica illustrava piuttosto i pensieri e le poesie di Ševčuk, ora acquisisce un valore intrinseco: polifonia complessa, intermezzi "senza parole" a più strati, che aggiungono pressione e profondità alle parole delle canzoni.
Durante la guerra in Jugoslavia i DDT si esibirono a Belgrado. Ševčuk scortò i musicisti sino in aeroporto e poi rimase nel paese per altri quattro anni. L'album successivo, Metel' avgusta, ha un suono meno aspro e le tastiere assumono un ruolo maggiore negli arrangiamenti. I principali successi di questo disco sono Noč' Ljudmila e Moskovskaja barynja.
Nel settembre del 2002 la canzone Osennjaja anticipò l'album Edinočestvo I, un disco agitato, pieno di declamazioni, appelli e denunce empatiche, seguito l'anno successivo da Edinočestvo II. Živoj. che contiene le canzoni Živoj e Larek. Nel 2005 uscì l'album successivo, Propavšij bez vesti, un disco monumentale e potente che include musica industriale, ballate, parabole, monologhi di strada e heavy rock. Con una formazione completamente rinnovata, questo album celebrativo venne promosso da un tour in larga scala.
Nel 2008 il gruppo partecipò al progetto pacifista Ne streljaj! ("Non sparare!")  insieme a musicisti provenienti da Georgia e Ossezia. Venne poi la volta degli album Inače (2011) e Prozračnyj (2014), caratterizzati da un sound moderno e accolti calorosamente nonostante l'iniziale scetticismo del pubblico.
Negli anni successivi sono uscite canzoni apertamente critiche nei confronti del governo russo, come Russkaja vesna del 2015 e Uesdnyj gorod tratta dall'album Galja chodi. Durante la pandemia di COVID-19 in Russia tutti i concerti per il 40° anniversario della band sono stati annullati, tuttavia i DDT sono riusciti a pubblicare il videoclip di Ty ne odin a sostegno delle proteste nel territorio di Chabarovsk del 2020-2021. Nello stesso anno è uscito anche il videoclip di Doktor Liza, oltre alla canzone 2020, una cronaca musicale di cambiamenti.
Nel 2021 è uscito l'album Tvorčestvo v pustote, dal quale è stato estratto il singolo V postreli. A partire dal 2022 la band si è vista annullare diversi concerti da parte delle autorità russe, il ché ha portato Ševčuk a sancire la fine dell'attività concertistica dei DDT in Russia.

## Formazione
- Jurij Ševčuk - voce, chitarra
- Konstantin Šumajlov - tastiere
- Aleksej Fedičev - chitarra solista
- Artëm Mamaj - batteria e vibrafono
- Roman Nevelev - basso
- Anton Višnjakov - trombone, tamburello, shaker
- Alëna Romanova - cori

## Discografia parziale

### Album in studio
- 1982 - Svin'ja na raduge
- 1983 - Kompromiss
- 1984 - Periferija
- 1985 - Vremja
- 1988 - Ja polučil ėtu rol'
- 1990 - Ottepel'
- 1991 - Plastun
- 1992 - Aktrisa Vesna
- 1994 - Ėto vsë
- 1996 - Ljubov'
- 1997 - Roždënnyj v SSSR
- 1999 - Mir nomer nol'
- 2000 - Metel' avgusta
- 2002 - Edinočestvo I
- 2003 - Edinočestvo II. Živoj.
- 2005 - Propavšij bez vesti
- 2007 - Prekrasnaja ljubov'
- 2011 - Inače
- 2014 - Prozračnyj
- 2018 - Galja chodi
- 2021 - Tvorčestvo v pustote
- 2022 - Tvorčestvo v pustote 2

### Album dal vivo
- 1993 - Čërnyj pës Peterburg
- 2004 - Gorod bez okon. Vchod.
- 2004 - Gorod bez okon. Vychod.
- 2014 - Live in Essen 2013

### Raccolte
- 1990 - Vsë chorošo, vsë normalëk!
- 1999 - Legendy russkogo roka
- 1999 - Prosvistela
- 2000 - Ėnciklopedija Rossijskogo roka
- 2002 - Lednikovyj period
- 2003 - Pesni
- 2004 - Grand Collection
- 2004 - Legendy russkogo roka - 2
- 2005 - Gljadi peškom
- 2005 - XXV
- 2006 - DDT Family
- 2008 - Ne streljaj!
- 2010 - Lučšee. Zolotaja kollekcija
- 2011 - P.S.
- 2017 - Istorija zvuka

### Singoli
- 1995 - Ėto vsë
- 1996 - Ljubov'
- 1998 - Mir nomer nol'
- 2007 - Staryj god

### Partecipazioni
- 1999 - Prosvistela
- 2003 - Pesni
- 2008 - Ne streljaj!